# Sergeý Krowýakow
Sergeý Krowýakow (ur. 1 kwietnia 1991 w Aszchabadzie) – turkmeński pływak.
Brał udział w pływaniu na 100 metrów stylem dowolnym na Letnich Igrzyskach Olimpijskich 2012 gdzie zajął 46. pozycję.